# NK Zubar Zagreb
Nogometni klub Zubar Zagreb bio je hrvatski nogometni klub iz Zagreba.
Djelovao je od proljeća 1950. do studenog 1953.